# ZOO
《ZOO》是東映視頻在2005年3月19日播映的電視電影。原作是日本小說家乙一的輕小說《ZOO》。電影收錄了作品中的五個短篇故事，包括〈小飾與洋子〉、〈SEVEN ROOMS〉、〈SO-far〉、〈向陽之詩〉和〈ZOO〉。

## 故事內容
「小飾與洋子」
小飾與洋子是一對雙胞胎。然而，母親極為疼愛妹妹小飾，對姊姊洋子則是動輒打罵，對疲憊的生活忍無可忍的洋子，決定採取最終的行動。
「SEVEN ROOMS」
一對姐弟無故被關進一個房裏。那間房只有一個從外面開啟的門，和一條小溝渠，每天有人把食物和水送來。弟弟可以從溝渠離開這個房間，發現溝渠可連接著七個房間，並且關著不同的人，然而她們漸漸察覺著被殺的順序...
「SO-far」
小年的父母常常吵架，有一天他發覺他的父母再也看不到對方，為了讓雙方和好，他決定當父母的溝通橋樑，替他們傳話。然而，父母只是繼續利用他的傳話來吵架...直到一天，少年決定不再幫助他們了...
「向陽之詩」
被製造出來的女機器人，從生存的第一天，便知道自己何年何日將會死亡。第一次接觸到這個世界，她對每一件事物都感到新奇有趣，最崇拜的人是製造自己的博士，他能為自己解答所有的問題。有一次，她發現一隻動物死亡，便帶到博士哪，希望博士能把牠救活。博士告訴她，所有生物都有死亡的一天，包括博士自己...
「ZOO」
有一個攝影師，每天都收到一個照片，照片內容是一具女屍，從照片中，可以看到女屍由剛被殺，漸漸到腐化至白骨...

## 演員名單
「小飾與陽子」
監督：金田龍；腳本：東多江
演員：小林涼子、松田美由紀、吉行和子、木下ほうか
「SEVEN ROOMS」
監督：安達正軌、腳本：奧寺佐渡子
演員：市川由衣、須賀健太、沙耶子、佐藤仁美、木南晴夏、仲村綾乃、東山麻美、高橋真唯、吉高由里子、芥川舞子
「SO-far」
監督：小宮雅哲、腳本：山田耕大
演員：神木隆之介、鈴木杏樹、杉本哲太、志賀廣太郎、山川建夫
「向陽之詩」
監督：水崎淳平、腳本：古屋兎丸
演員(配音)：鈴木かすみ、龍坐
「ZOO」
監督：安藤尋、腳本：及川章太郎
演員：村上淳、浜崎茜

## 主題曲
「奇跡」
演奏：THE BACK HORN
作詞：松田晋二 作曲・編曲：THE BACK HORN